# Sport de glisse
Les sports de glisse regroupent des sports très variés présentant des caractéristiques communes, telles que sport d'apparition récente, individuel, utilisation d'accessoires, haut niveau de technique et élargissement des possibilités physiques du sportif. 
Cette dénomination est apparue vers 1980 en opposition aux sports dits « traditionnels » ; elle met en évidence des valeurs préalablement inhabituelles dans le sport, telles que la liberté, la haute technicité et le fun, ce mélange d'activités physiques intenses et d'exultation hors de la compétition. Ces sports sont souvent exigeants en matière de maîtrise sportive, et certains d'entre eux sont considérés comme des sports extrêmes.
La diffusion du surf fut sans doute emblématique de ce mouvement qui s'éloigne des sports traditionnels. Elle a donné naissance à la planche à voile, exemple typique du sport de glisse, ainsi qu'à une kyrielle d'autres sports, à la fois dans l'esprit et dans la forme. 
L'appellation « sport de glisse » est récente (et peu traduite en d'autres langues) et sa définition varie selon les époques et les auteurs ; elle est parfois voisine des concepts de « nouvelles pratiques sportives », « nouveaux sports californiens » ou « sports alternatifs », boardsports (littéralement « sports de planche »). 

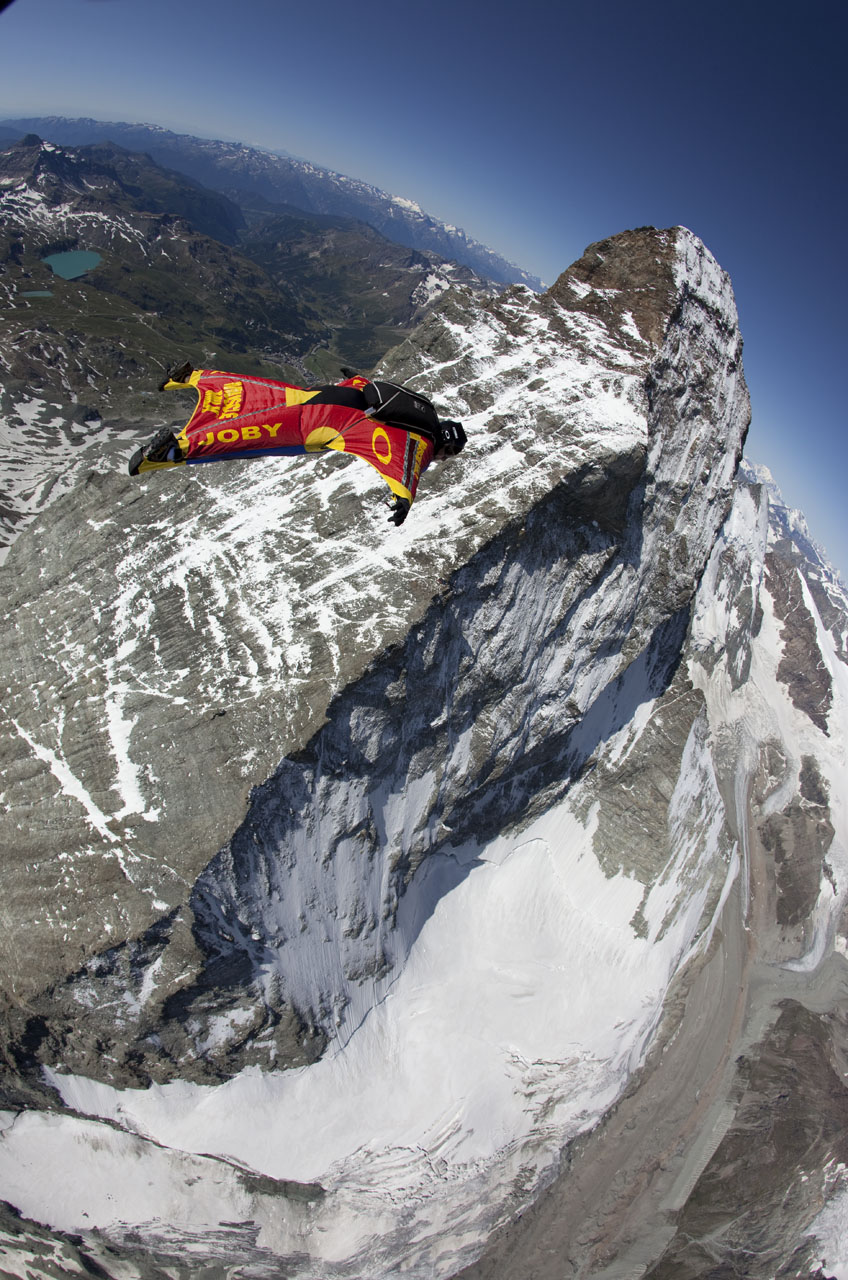
Joby Ogwyn en wingsuit à proximité du Cervin.

## Caractéristiques communes

### Date d'apparition

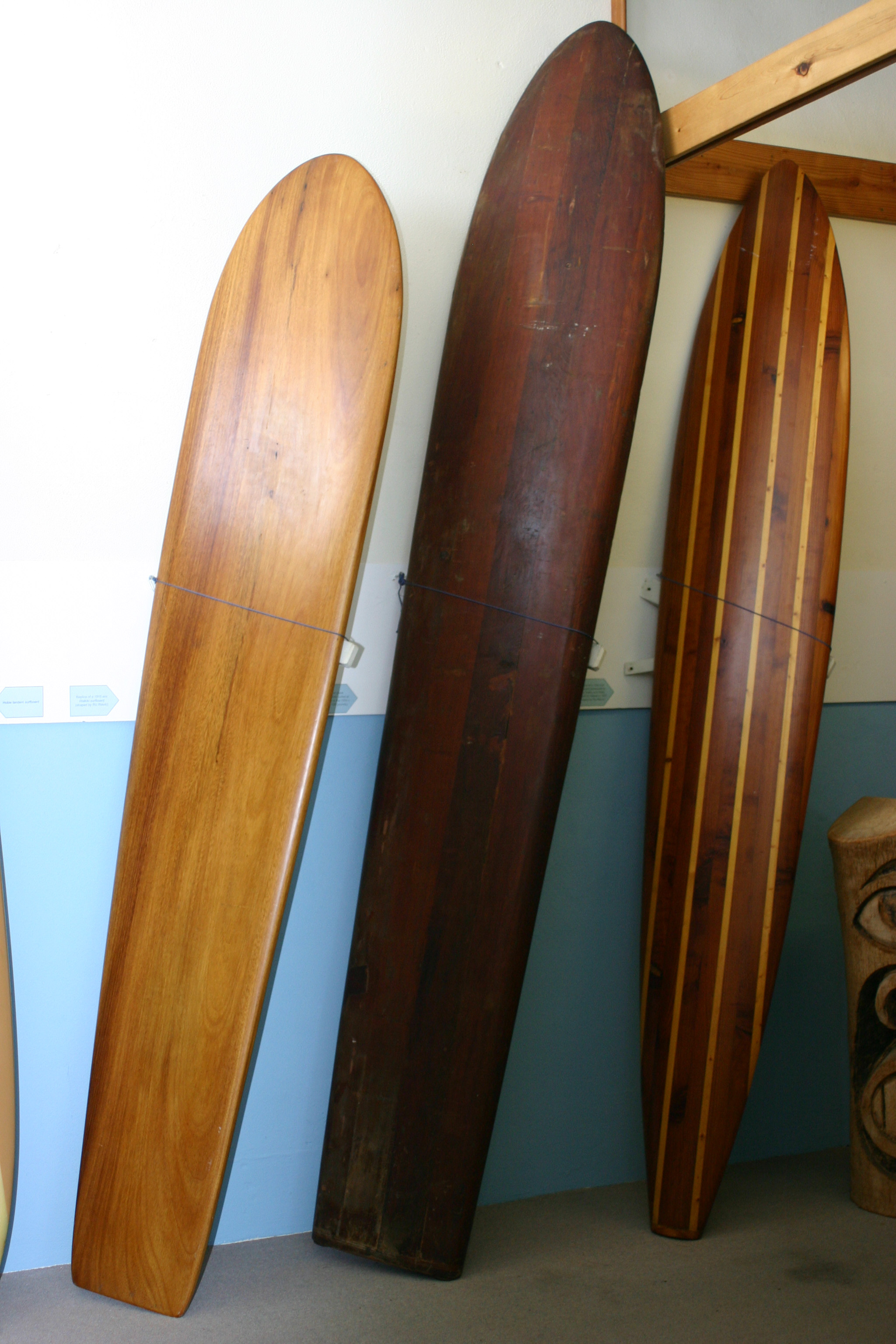
Des planches de surf du California Surf Museum.

Avant 1820, le surf existait mais se trouvait cantonné à quelques plages du Pacifique. À partir de 1960, simultanément il se popularise et se répand sur la planète. Le ski est un savoir sans doute millénaire, mais ne s'est développé qu'au XXe siècle ; ces deux sports profitent d'avancées technologiques, avec l'apport de matériaux beaucoup plus rigides et résistants.
En 1976, la planche à voile est brevetée, et se répand immédiatement. En 1979, Yves Bessas crée le festival La Nuit de la Glisse.
Dès 1981, les médias français emploient le terme de « sport de glisse ».

### Civilisation des loisirs
Alors que de nombreux sports tels que l'athlétisme sont dérivés d'activités humaines fondamentales, les sports de glisse n'apparaissent qu'avec la civilisation des loisirs, et portent en eux leur propre justification. La planche à voile, avec son flotteur, sa voile latine et son joint de Cardan, aurait pu être inventée au XVIe siècle, mais elle ne présentait aucun intérêt à l'époque. 
Ils peuvent également provenir d'activités anciennes, et qui, poussées à l'extrême et débarrassées de leur côté utilitaire, deviennent un sport nouveau. Le ski, qui était plus un moyen de transport qu'un sport avant cette époque, a vu son esprit profondément revu sous cet angle avec la construction des remonte-pente. La navigation à voile, mode de transport essentiel pendant des siècles, est en fait très éloignée des multicoques de course capables de traverser l'Atlantique en une semaine, ou des petits catamarans qui permettent à chacun d'expérimenter les sensations de la glisse sur l'eau.

### Culture et état d'esprit

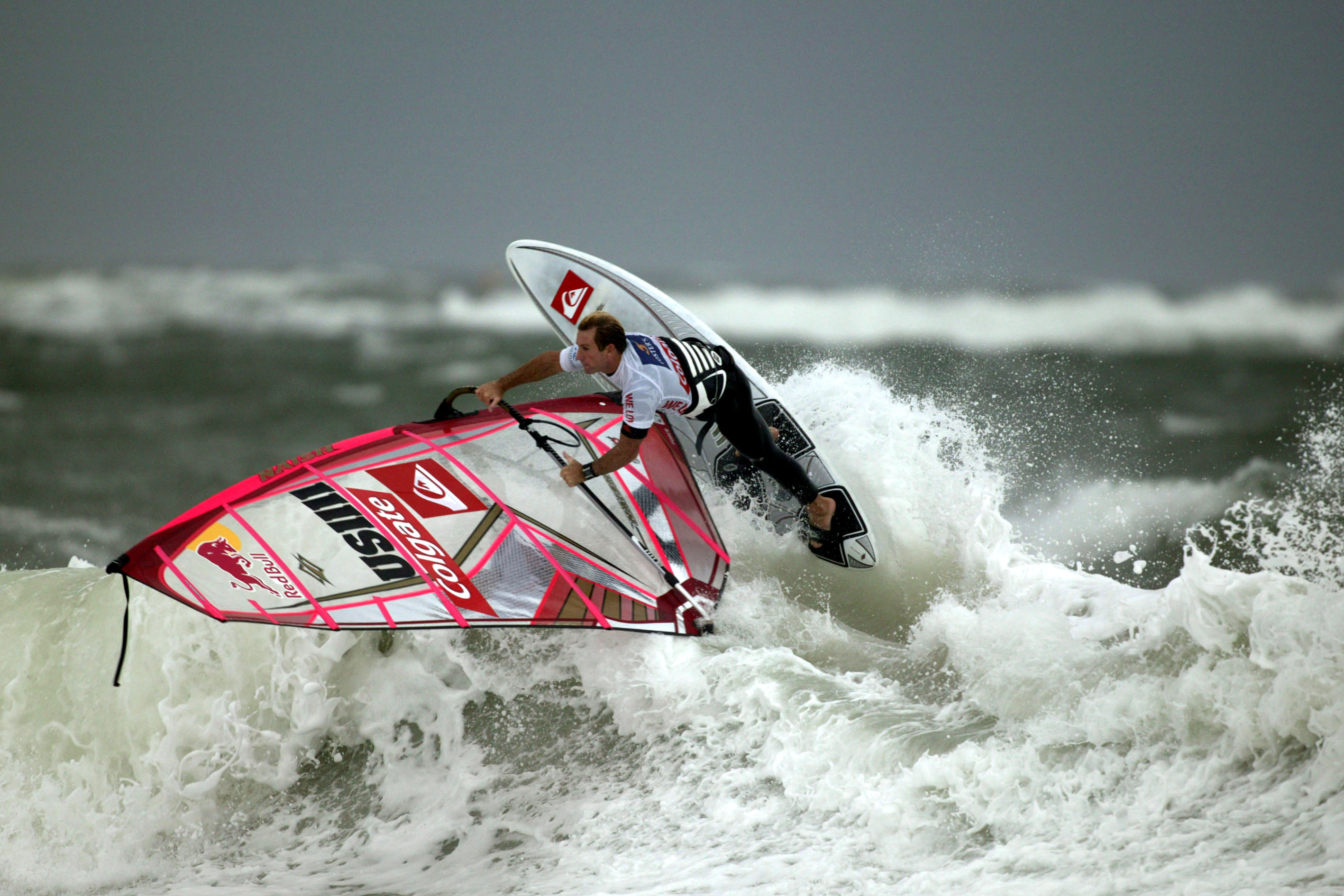
Robby Naish fut le planchiste le plus emblématique de son époque.

Contemporaine de la beat generation, la génération surf a très tôt revendiqué des valeurs : liberté, proximité avec la nature, compréhension du corps. Yves Bessas, créateur de l'association Uhaïna, décrivant ses sensations en surf, écrit en 1982 : « Je me sens propulsé.../... la notion de temps disparaît. Comme dans un voyage astral, mon corps fait un avec la volonté d'être projeté vers la lumière. Plus de peur, juste une sensation orgasmique d'une violence inouïe et douce à la fois. » Le sportif découvre la large gamme de sensations, au sens de l'information provenant de la chaîne neuromusculaire qui parvient au cerveau, que les sports de glisse génèrent, et le contrôle d'une complexité accrue qu'il doit exercer sur son corps pour ne pas chuter ; ces deux éléments sont une novation par rapport aux sports traditionnels.
Les sports de glisse permettent au sportif de quitter les sentiers battus, et de s'ouvrir de nouveaux horizons qui n'étaient auparavant permis qu'aux expéditions spécialisées. Les skieurs quittent les pistes balisées pour s'emparer des pentes les plus abruptes sur toute la planète, la traversée de l'Atlantique en planche à voile est réalisée en 1982. En 2010, la wingsuit, pour le moment sport extrême, laisse envisager une ouverture supplémentaire dans l'évolution aérienne.
Le sportif se trouve ainsi confronté à la nature dans toutes les conditions, y compris dangereuses ; il est amené à l'apprécier et la respecter. Plusieurs sportifs dans ce domaine ont créé des associations pour promouvoir la défense de la nature, telles que la Surfrider Foundation et Du Flocon a la Vague.
Paradoxalement, la complexité des techniques à maîtriser pour exercer un sport de glisse semble être un investissement pour les autres sports de ce type ; il n'est pas rare qu'un sportif qui pratique déjà un sport de glisse en apprenne un autre avec plus de facilité. La transversalité est donc courante, illustrée par les émissions de Nicolas Hulot (Ushuaïa, le magazine de l'extrême), dans lesquelles il se met en scène pratiquant les sports de glisse les plus variés. Robbie Naish fut un surfer avant d'être un champion de planche à voile ; Angela Peral a été championne d'Espagne en planche à voile et en kitesurf.

#### Le plaisir
« La finalité première d'un sport de glisse, c'est le plaisir immédiat qu'il procure. »
Une sorte de plaisir ludique, le fun est la motivation et la caractéristique des pratiques de glisse. Par opposition aux sports traditionnels, la glisse ne se définit pas comme une activité compétitive. Sa pratique ne repose pas sur les notions de défaite et victoire. Héritage de la philosophie surf, la glisse est une pratique individuelle et hédoniste ayant pour objectifs le plaisir, grâce aux sensations procurées par le risque, la recherche de belles courbes, le dépassement de soi, la confrontation ou la communion avec les éléments naturels. Claude Sobry rattache également cet aspect à l'émergence de sportifs d'âge adulte (années 1970), avec des motivations différentes des adolescents et jeunes adultes qui représentaient à cette époque l'essentiel des sportifs.

### Appareils et accessoires

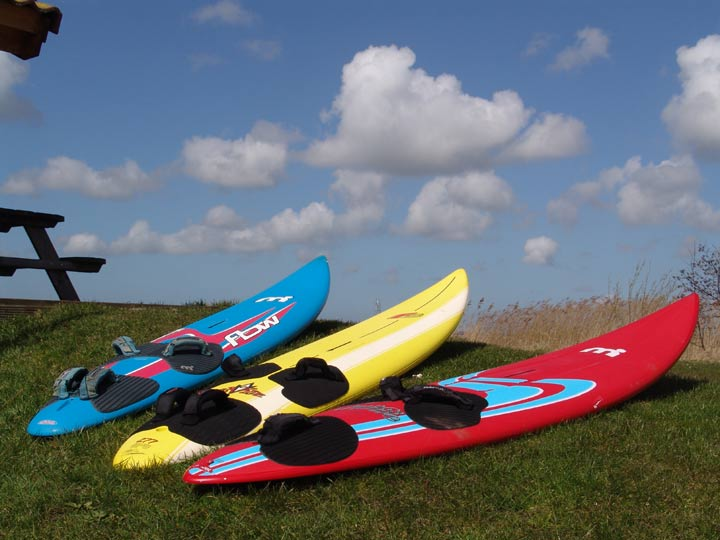
Planches de funboard.

Les sports de glisse emploient des outils spécifiques aux milieux dans lesquels ils évoluent : skis, planche de surf, parapente, etc. Ces matériels excluent en principe les moteurs ; cependant on peut constater certaines exceptions, certains auteurs incluant le ski nautique ou le parapente à moteur dans les sports de glisse. Ces appareils permettent au sportif d'évoluer dans un milieu qui n'est pas le sien, d'exploiter non seulement sa propre force, mais aussi l'énergie disponible (vent, force de pesanteur, résistance de l'eau) dans ce milieu. Le cas de Yves Rossy, créateur et pilote d'une mini aile propulsée par des réacteurs, est à la lisière des sports de glisse, puisqu'il pilote son aile avec les mouvements de son corps.

#### Matériaux et technologies

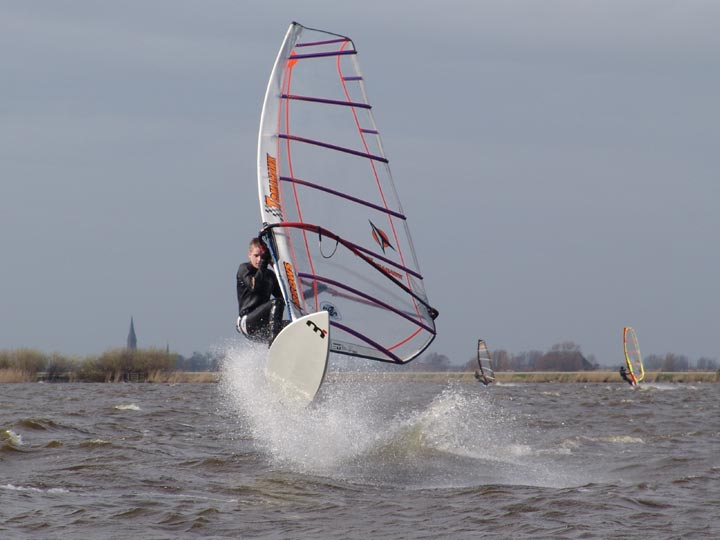
Les voiles en monofilm sont désormais très répandues.

L'exigence des sportifs a poussé les fabricants de matériel vers les matériaux les plus avancés : le bois, premier matériau composite utilisé par l'homme, se trouve remplacé par la fibre de verre, puis par la fibre de carbone ; les cordages sont en kevlar, les voiles en kevlar ou en monofilm.
Le choix d'un bon matériel, non seulement aux caractéristiques extrêmes, mais adapté aux conditions locales et aux capacités du sportif, peut être déterminant pour l'issue d'une compétition, comme c'est le cas pour les sports mécaniques ; cette composante exige un haut niveau de recherche technologique, nécessitant lui-même des budgets importants, et entraînant l'insertion de ces sports dans l'économie traditionnelle par le biais des sponsors, un peu en contradiction avec l'état d'esprit initial de ces sports.

### Technique sportive

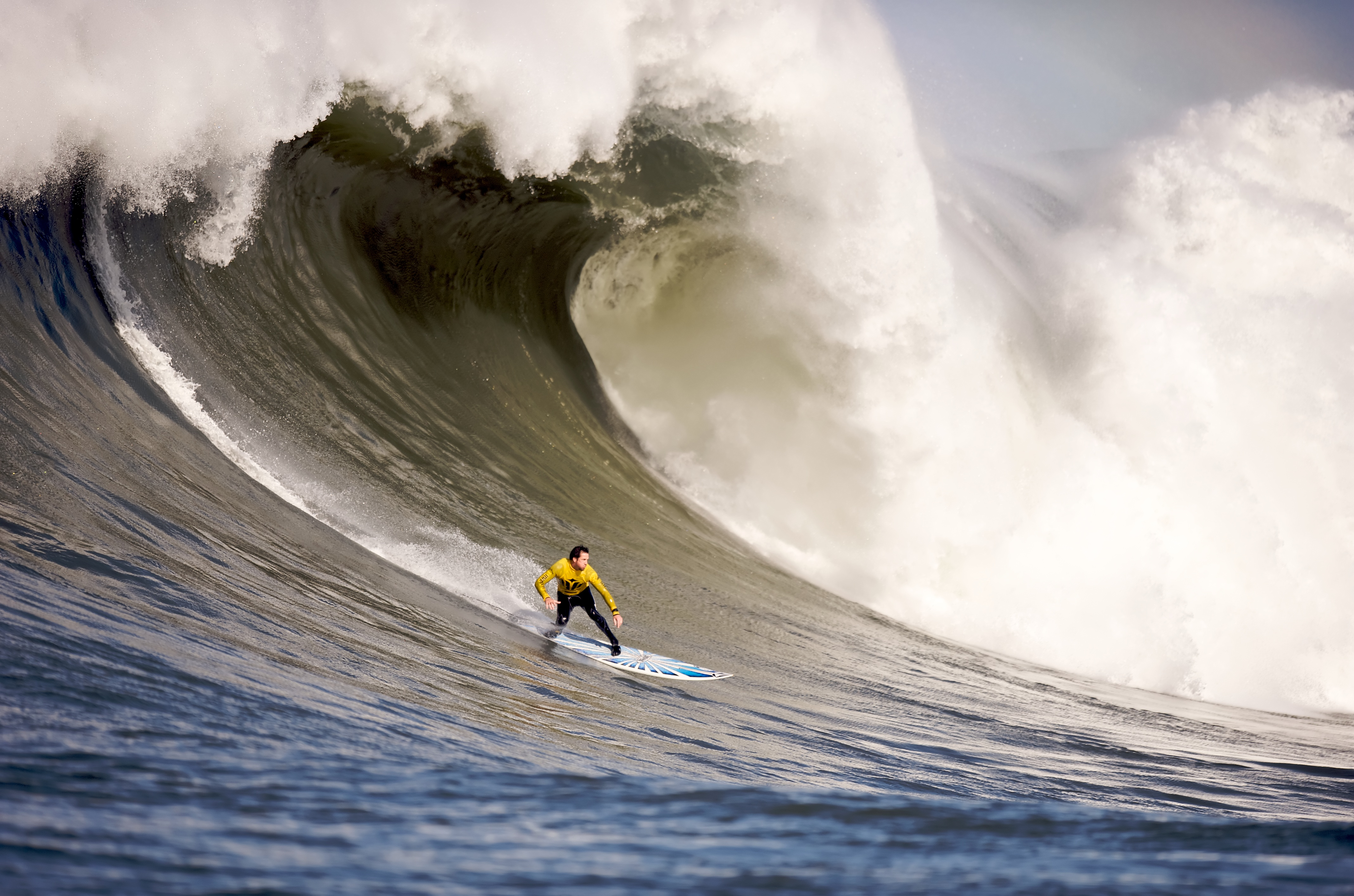
Mavericks Surf Contest, 2010

Tous les sports, pour permettre au sportif d'atteindre de bonnes performances, nécessitent à la fois une technique spécifique ainsi qu'une bonne forme physique. Dans les sports de glisse, ces deux éléments restent nécessaires, mais la technique sportive prend plus d'importance. Les gestes techniques exigent un niveau de coordination neuromusculaire plus élevé, et une grande capacité de réaction. Réaliser une figure aérienne (aerial) en surf, ou un virement de bord vent arrière en funboard (jibe) sont des exemples de gestes techniques qui ne peuvent se réaliser qu'après une formation spécifique à ces gestes.
L'emploi systématique d'appareils et accessoires accroît la complexité et le besoin d'apprentissage. Certains sports sont également exigeants dans la compréhension du milieu exploité : un pilote (libériste) ne peut exploiter son deltaplane au mieux de ses possibilités s'il n'a pas de bonnes notions d'aérologie.
Une conséquence est que, selon les conditions rencontrées, par exemple atmosphériques, l'instruction des débutants peut être malaisée ou impossible, ce qui rend paradoxalement ces sports plus exclusifs et plus arides que ne le veut l'image d'Épinal.

### Milieu naturel
Pour de nombreux auteurs, les sports de glisse se définissent par la confrontation à un milieu naturel. 
Si les mouvements, l'équilibre ou les figures acrobatiques de la glisse peuvent avoir une dimension esthétique ou artistique (comme dans la danse ou la gymnastique), ceux-ci sont toujours liés à une confrontation à l'élément naturel (mer, montagne). Dans les sports de glisse, cet élément naturel est supposé « peu ou pas artificialisé », à l'opposé des pratiques sportives traditionnelles. Ainsi la glisse sur neige renvoie à des pratiques excluant les aménagements traditionnels du ski alpin (piste damée, piquets de slalom).  

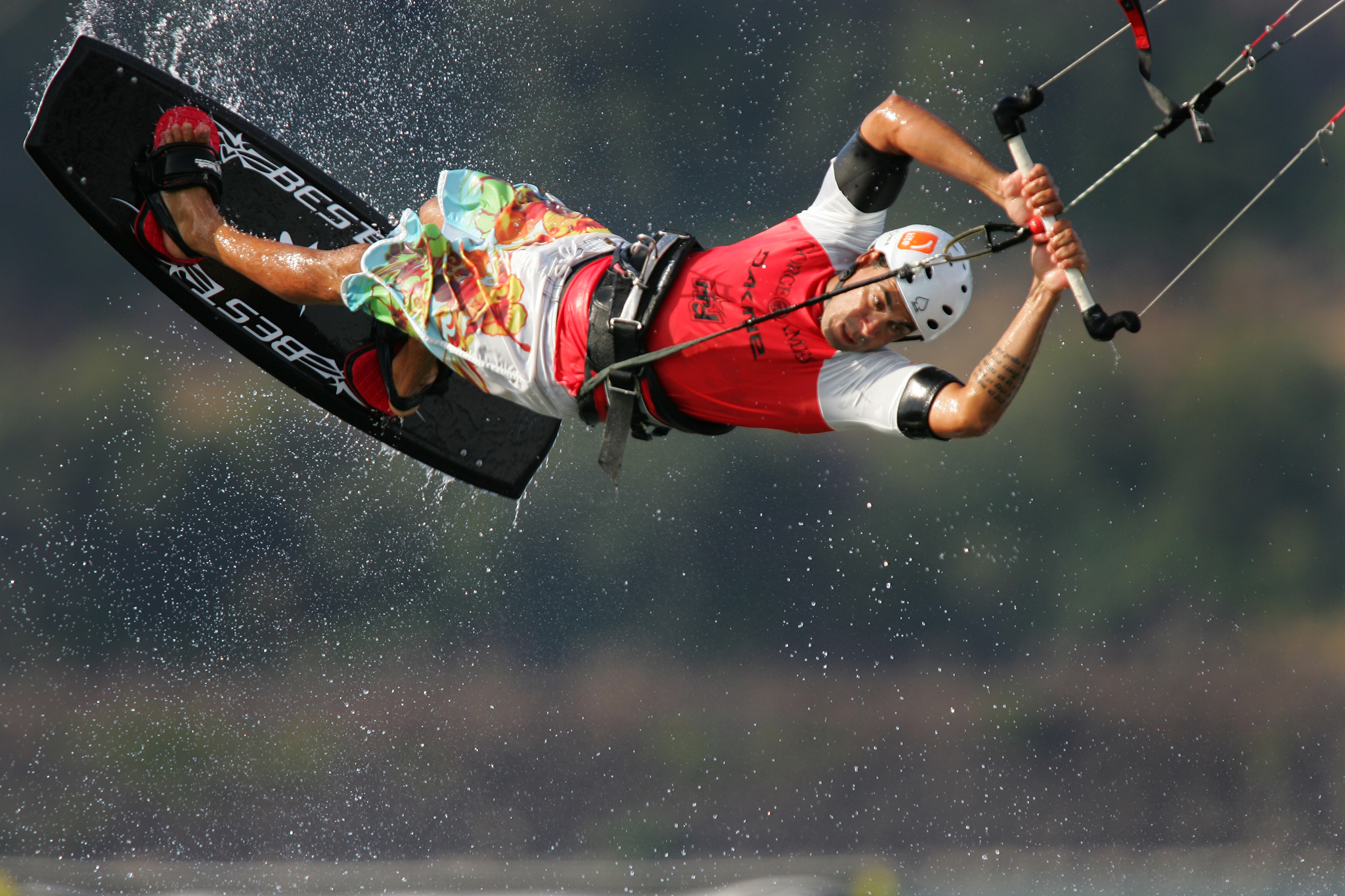
Les sports de glisse autorisent des évolutions radicales.

Les sports de glisse se répandent sur toutes sortes de terrains, qu'il s'agisse de l'eau, la terre ou l'air, et éventuellement dans des conditions complexes ou extrêmes. Plusieurs sports se font à l'interface entre air et mer ou air et terre. L'exploitation de l'énergie propre à ces milieux, par le biais des appareils et accessoires propres à chaque sport, permet au sportif de décupler les performances humaines habituelles, principalement sa vitesse : sur mer comme sur glace, les records atteignent et dépassent les 100 km/h.

### Sports individuels

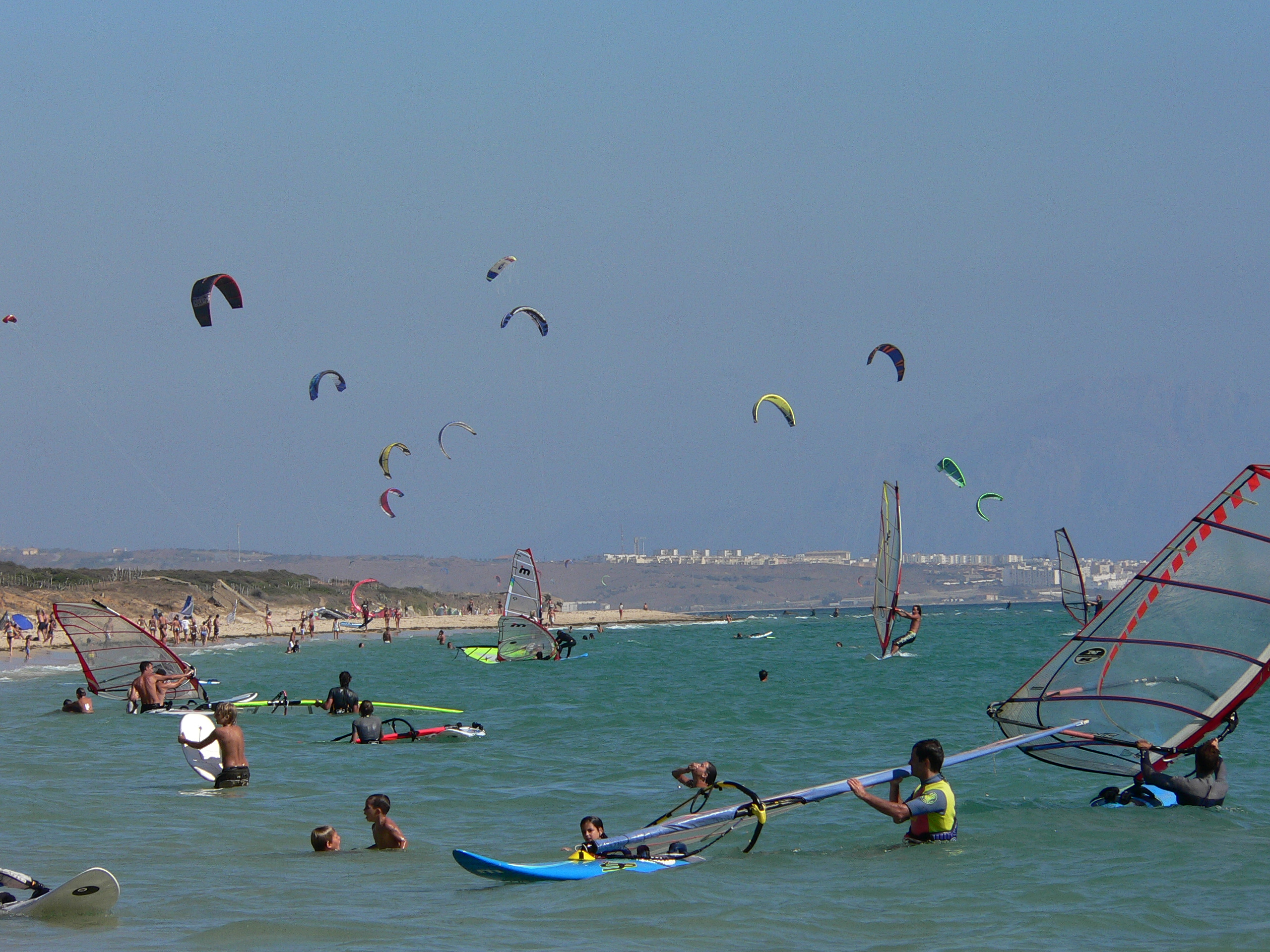
Tarifa : certains sports de glisse sont devenus des sports de masse.

Les sports de glisse sont essentiellement des sports individuels. Si certains proposent des actions en groupe, comme le parachutisme, l'essence reste individuelle.

### Jeux Olympiques et X Games
En fonction de leur âge et de leur côté exclusif, certains sports ont trouvé leur place aux Jeux olympiques, ou au contraire aux X Games. Pour les Jeux Olympiques, on peut citer la planche à voile et plusieurs disciplines de ski, de snowsurf, de saut à ski ; les X Games accueillent plusieurs épreuves de skicross, de snowboard et de skateboard.

### Industrie de la glisse

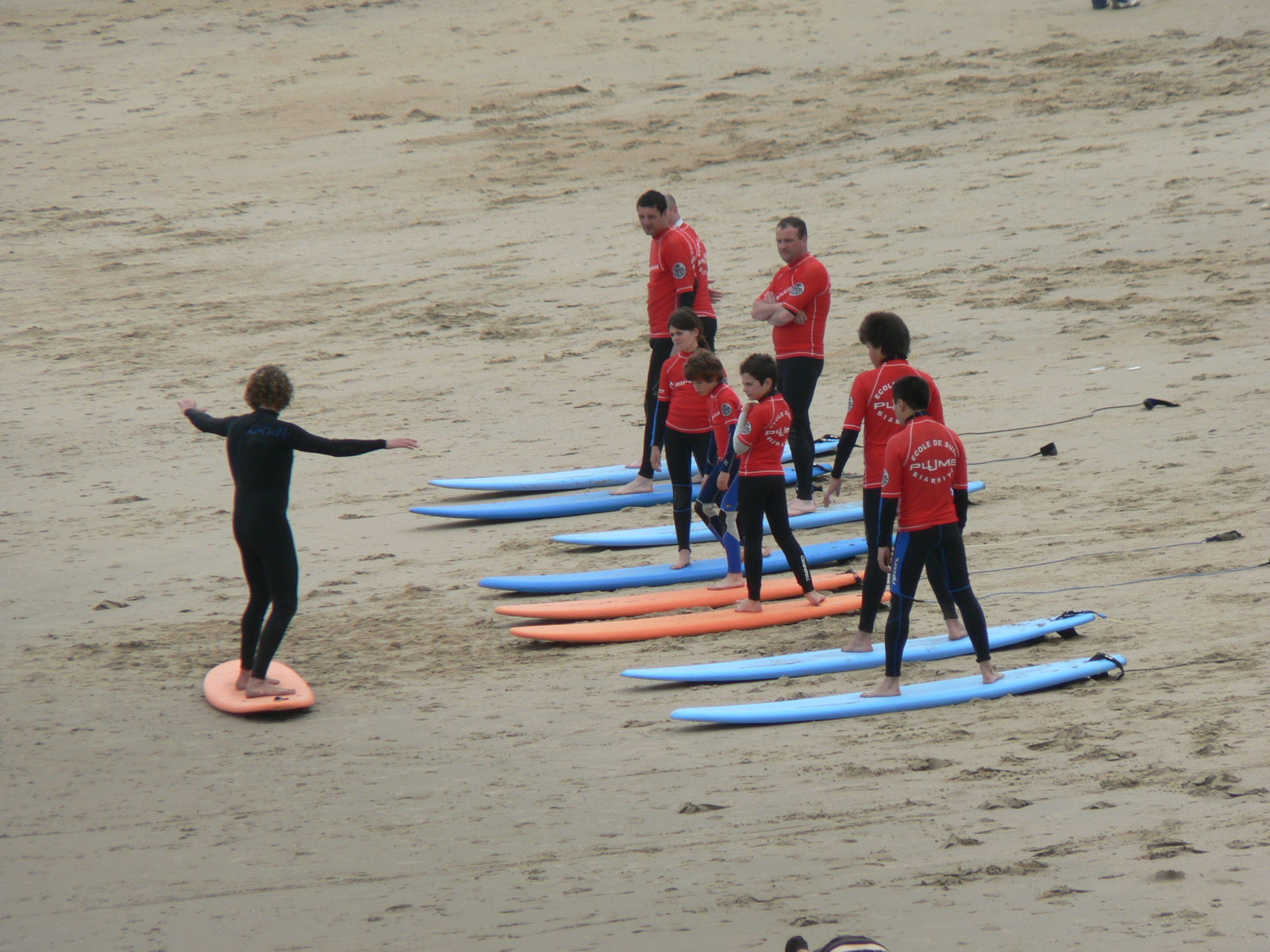
École de surf à Biarritz

Le marché des sports de glisse représente plus de 10 milliards d’euros de chiffre d’affaires, avec principalement le surf (65 %), le snowboard (16 %) et le skateboard (12 %). En 2005, les huit entreprises leaders (hors O’Neill) ont réalisé un chiffre d’affaires mondial de 3,27 milliards d’euros dont 43 % en Europe.
Les industriels de la glisse comprennent deux catégories principales :
- les industriels du textile, qui vendent des vêtements sportifs, mais éventuellement du prêt à porter inspiré par l'univers de la glisse (O'Neill, Roxy, Quiksilver, Soöruz, Billabong, Lafuma-Millet-Oxbow)
- les fabricants d'équipement sportif. Ils peuvent être de grande taille et internationaux (Salomon, Rossignol, Amer Sports, Rip Curl, Eider, Tecnica group) ou de simples artisans (Barland, Deltaplus)

## Exemples de sports de glisse
Dans l'industrie des équipements sportifs, le secteur de la glisse est souvent segmenté en trois catégories : glisse urbaine, glisse d'eau et glisse de neige.
Ci-dessous les sports associés aux sports de glisse selon la littérature spécialisée :

### Pratiques aquatiques
- planche à voile (funboard)[10] kitesurf[10] et (aviron)[10]
- surf[10], bodyboard, bodysurf[10], catamaran de sport[10] ;
- Déclinaisons en rivière du bodysurf[10] : hydrospeed, rafting, canyoning et hot-dog[10]

### Pratiques terrestres
- skateboard[10] et les nouvelles pratiques dérivées tels le roller[10] et BMX[10]. drift trike, trottinette
- speed sail[10]
- Glisse sur neige : le ski, le snowboard et de nouvelles pratiques : ski freeride, ski freestyle[10], snowkite[10], monoski[10], patinette[10], luge

### Pratiques aériennes
- deltaplane[10] et ses dérivés : parapente[10], wingsuit[10], Base jump[10]